# 南會津町
南會津町（日语：／ Minamiaizu machi */?）是位于福島縣南會津郡的一町。設立于2006年3月20日，由南会津郡田島町、館岩村、伊南村、南鄉村新設合併誕生。

## 外部連結
- 官方网站 （日語）